# De glazen stad
De glazen stad is een boek van Piet Risseeuw en de titel van een televisieserie van Willy van Hemert.

## Boek
Het boek gaat over het wel en wee van de tuindersfamilie Stein. Noodzakelijke reorganisaties, opvolging binnen het tuindersbedrijf, de letterlijk naderende betonnen grote stad en liefdesperikelen spelen een hoofdrol. De vaderfiguur is een zwaar gelovige man die moeite heeft met keuzes van zijn zonen. Het boek speelt zich af aan het begin van de jaren zestig in het Westland.

## Televisieserie
In 1968 bewerkte Willy van Hemert het boek tot een serie van acht afleveringen van vijftig minuten elk. Van Hemert, die later ook nog series als De kleine waarheid, Bartje, Dagboek van een herdershond, De Weg en De Appelgaard op televisie bracht, deed dat in opdracht van de NCRV. De serie betekende voor enkele acteurs een landelijke doorbraak. Van de serie is weinig materiaal bewaard gebleven. Verschillende delen zijn zoek, en bij andere delen is het beeld er wel maar ontbreekt het geluid. Eind jaren zestig verscheen er een elpee met daarop een aantal dialogen uit de serie, plus sfeermuziek, en de herkenningsmelodie gezongen door het Westlands Mannenkoor. Uit de serie komt ook het nummer "Love in Copenhagen", (scat) gezongen door Hans van Hemert en Trea Dobbs.

### Rollen
- Job Stein - Johan te Slaa
- Leentje Stein - Mary Smithuysen
- Bea Stein - Pleuni Touw
- Kees Stein - Hans Boswinkel
- Huib Stein - Huib Rooymans
- Bert Stein - John Leddy
- Marchen Kaufman - Irmgard Kootes

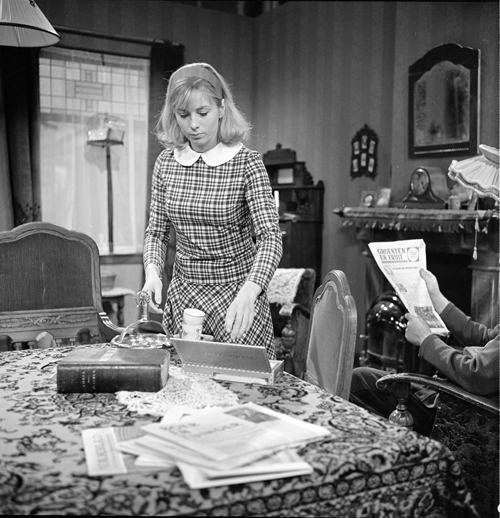
Pleuni Touw
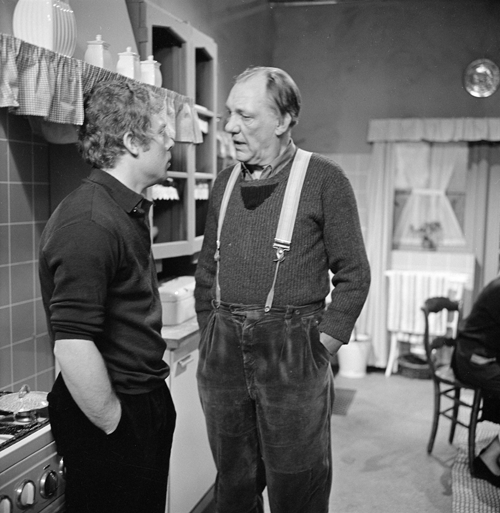
Huib Rooymans (l) en Johan te Slaa (r)
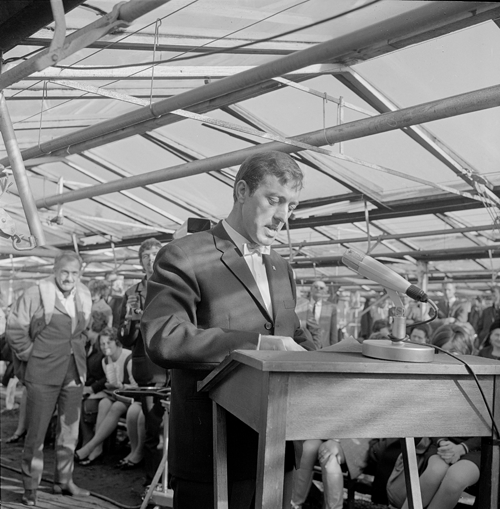
John Leddy
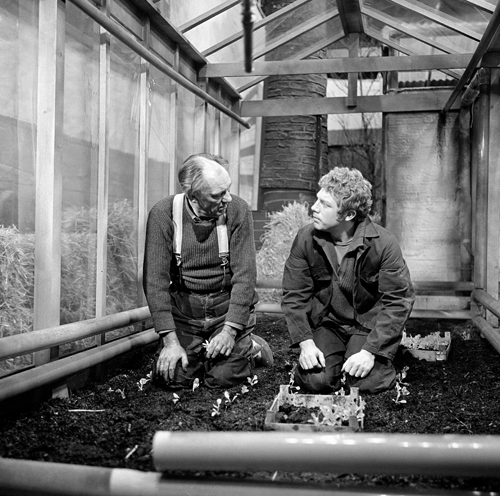
Johan te Slaa (l) en Huib Rooymans (r)